# Puebla del Salvador
Puebla del Salvador és un municipi de la província de Conca, a la comunitat autònoma de Castella-La Manxa.

## Demografia
| 1991 |  | 1996 |  | 2001 |  | 2004 |
| ---- |  | ---- |  | ---- |  | ---- |
| 327  |  | 317  |  | 278  |  | 273  |